# Iratoșu (gmina)
Iratoșu – gmina w Rumunii, w okręgu Arad. Obejmuje miejscowości Iratoșu, Variașu Mare i Variașu Mic. W 2011 roku liczyła 2395 mieszkańców.